# Bogdan Grzejszczak
Bogdan Marek Grzejszczak (ur. 2 czerwca 1950 w Piotrkowie Trybunalskim) – polski lekkoatleta sprinter, olimpijczyk z Montrealu 1976.

## Kariera
Wychowanek Piotrcovii, później był zawodnikiem Górnika Zabrze. Jest absolwentem AWF w Poznaniu.
Na igrzyskach olimpijskich w Montrealu w 1976 zajął 6. miejsce w finale biegu na 200 metrów, a w sztafecie 4 × 100 metrów był czwarty (razem z nim biegli Andrzej Świerczyński, Marian Woronin i Zenon Licznerski).
Był brązowym medalistą europejskich igrzysk juniorów z 1968 z Lipska w sztafecie 4 × 100 metrów. Startował w tej konkurencji również w finale Pucharu Europy w 1975 w Nicei (5. miejsce). Czterokrotnie ustanawiał rekordy Polski w sztafecie 4 × 100 metrów (reprezentacyjnej i klubowej). Wystąpił w 6 meczach międzypaństwowych (bez zwycięstw indywidualnych).
Był mistrzem Polski na 200 metrów w 1975 i w sztafecie 4 × 100 metrów w 1976, wicemistrzem na 100 metrów w 1974 i w sztafecie 4 × 100 metrów w 1980, brązowym medalistą na 100 metrów w 1976 i na 200 metrów w 1974 i 1976.

## Rekordy życiowe
- bieg na 100 metrów – 10,37 (1976) / 10,2 (1979)
- bieg na 200 metrów – 20,91 (1976) / 20,7 (1975)